# أم حرملة بنت هشام
أم حرملة بنت هشام بن المغيرة بن عبد الله بن عُمَر المخزومية القرشية الكنانية ابنة هشام بن المغيرة سيد بني مخزوم من قريش، وأخت الصحابيان: الحارث بن هشام، وسلمة بن هشام، تزوجها العاص بن وائل السهمي فولدت له الصحابي هشام بن العاص.

## نسبها
- هي: أُم حرملة بنت هشام بن المغيرة بن عبد الله بن عُمَر بن مخزوم بن يقظة بن مرة بن كعب بن لؤي بن غالب بن فهر بن مالك بن قريش بن كنانة المخزومية القرشية الكنانية.[3][4]